# Тушнолобовское сельское поселение
Тушнолобовское се́льское поселе́ние — муниципальное образование в Абатском районе Тюменской области Российской Федерации.
Административный центр — село Тушнолобово.

## История
Статус и границы сельского поселения установлены Законом Тюменской области от 5 ноября 2004 года № 263 «Об установлении границ муниципальных образований Тюменской области и наделении их статусом муниципального района, городского округа и сельского поселения».

## Население
| 2010  | 2011  | 2012  | 2013  | 2014  | 2015  | 2016  |
| ----- | ----- | ----- | ----- | ----- | ----- | ----- |
| 1294  | ↘1288 | ↘1249 | ↘1228 | ↘1201 | ↘1164 | ↘1151 |
| 2017  | 2018  | 2019  | 2020  | 2021  | 2023  |       |
| ↘1129 | ↘1106 | ↘1085 | ↘1074 | ↗1176 | ↘1157 |       |

## Состав сельского поселения
| № | Населённый пункт | Тип населённого пункта       | Население |
| - | ---------------- | ---------------------------- | --------- |
| 1 | Бурдина          | деревня                      | ↘39       |
| 2 | Водолазово       | село                         | ↘151      |
| 3 | Ефимова          | деревня                      | ↘64       |
| 4 | Земляная         | деревня                      | ↘6        |
| 5 | Логинова         | деревня                      | ↘189      |
| 6 | Максимова        | деревня                      | ↘102      |
| 7 | Репьева          | деревня                      | ↘157      |
| 8 | Тушнолобово      | село, административный центр | ↘510      |
| 9 | Фирсова          | деревня                      | ↘76       |